# Barajul pentru Campionatul European de Fotbal 2016
Barajul din Preliminariile Campionatului European de Fotbal 2016 va decide cele patru echipe care se vor califica pentru turneul final. Fiecare meci se va juca în două manșe. Cei patru câștigători se vor decide cu ajutorul regulilor standard dintr-o faza eliminatorie a unei competiții europene, iar câștigătorul se va califica pentru EURO 2016.

## Clasamentul echipelor de pe locul 3
Cea mai bine clasată echipă de pe locul trei se califică direct pentru turneu, iar celelalte echipe merg la baraj. Pentru că grupa I conține doar cinci echipe, iar celelalte șase, meciurile contra echipei de pe locul 6 din grupele A–H nu se iau în calcul. Din această cauză, un total de opt meciuri jucate de fiecare echipă se iau in calcul pentru echipele de pe locul trei.
| Grupa | Echipă                | MJ | V | E | Î | GM | GP | G  | Pct | Calificare       |
| ----- | --------------------- | -- | - | - | - | -- | -- | -- | --- | ---------------- |
| A     | Turcia                | 8  | 5 | 1 | 2 | 12 | 7  | +5 | 16  | La turneul final |
| F     | Ungaria               | 8  | 4 | 3 | 1 | 8  | 5  | +3 | 15  | La baraj         |
| C     | Ucraina               | 8  | 4 | 1 | 3 | 11 | 4  | +7 | 13  | La baraj         |
| H     | Norvegia              | 8  | 4 | 1 | 3 | 8  | 10 | −2 | 13  | La baraj         |
| I     | Danemarca             | 8  | 3 | 3 | 2 | 8  | 5  | +3 | 12  | La baraj         |
| G     | Suedia                | 8  | 3 | 3 | 2 | 11 | 9  | +2 | 12  | La baraj         |
| D     | Republica Irlanda     | 8  | 3 | 3 | 2 | 8  | 7  | +1 | 12  | La baraj         |
| B     | Bosnia și Herțegovina | 8  | 3 | 2 | 3 | 11 | 12 | −1 | 11  | La baraj         |
| E     | Slovenia              | 8  | 3 | 1 | 4 | 10 | 11 | −1 | 10  | La baraj         |

## Distribuire
Tragerea la sorți a avut loc pe 18 octombrie 2015, ora 11:20 CEST, la sediul UEFA din Nyon. Echipele au fost distribuite conform poziției în clasamentul UEFA actualizat la sfârșitul grupelor. Cei patru capi de serie au fost distribuiți împreună cu cei patru outsideri.
| Urna 1 (capi de serie) | Urna 1 (capi de serie) | Urna 1 (capi de serie) |
| Echipă                 | Coeff                  | Loc                    |
| ---------------------- | ---------------------- | ---------------------- |
| Bosnia și Herțegovina  | 30.367                 | 13                     |
| Ucraina                | 30.313                 | 14                     |
| Suedia                 | 29.028                 | 16                     |
| Ungaria                | 27.142                 | 20                     |

| Urna 2 (outsideri) | Urna 2 (outsideri) | Urna 2 (outsideri) |
| Team               | Coeff              | Loc                |
| ------------------ | ------------------ | ------------------ |
| Danemarca          | 27.140             | 21                 |
| Republica Irlanda  | 26.902             | 23                 |
| Norvegia           | 26.439             | 25                 |
| Slovenia           | 25.441             | 26                 |

## Meciuri
Programul meciurilor a fost publicat de UEFA la o oră după tragerea la sorți. Cele opt meciuri se vor juca într-un interval de șase zile, prima manșă și cea de-a doua jucându-se între 12–14 noiembrie, respectiv între 15–17 noiembrie. Orele de început vor fi 18:00 sau 20:45 CET (ora locală este în paranteze).

| Echipa 1              | Scor gen. | Echipa 2          | Tur | Retur |
| --------------------- | --------- | ----------------- | --- | ----- |
| Norvegia              | 1–3       | Ungaria           | 0–1 | 1–2   |
| Bosnia și Herțegovina | 1–3       | Republica Irlanda | 1–1 | 0–2   |
| Ucraina               | 3–1       | Slovenia          | 2–0 | 1–1   |
| Suedia                | 4–3       | Danemarca         | 2–1 | 2–2   |

### Prima manșă
| Norvegia | 0–1    | Ungaria          |
| -------- | ------ | ---------------- |
|          | Report | Kleinheisler 26' |

| Bosnia și Herțegovina | 1–1    | Republica Irlanda |
| --------------------- | ------ | ----------------- |
| Džeko 85'             | Report | Brady 82'         |

| Ucraina                      | 2–0    | Slovenia |
| ---------------------------- | ------ | -------- |
| Yarmolenko 22' Seleznyov 54' | Report |          |

| Suedia                              | 2–1    | Danemarca     |
| ----------------------------------- | ------ | ------------- |
| Forsberg 45' Ibrahimović 50' (pen.) | Report | Jørgensen 80' |

### Manșa secundă
| Ungaria                          | 2–1    | Norvegia      |
| -------------------------------- | ------ | ------------- |
| Priskin 14' Henriksen 83' (aut.) | Report | Henriksen 87' |

Ungaria a câștigat la general cu 3–1 și s-a calificat la EURO 2016.
| Republica Irlanda       | 2–0    | Bosnia și Herțegovina |
| ----------------------- | ------ | --------------------- |
| Walters 24' (pen.), 70' | Report |                       |

Republica Irlanda a câștigat la general cu 3–1 și s-a calificat la EURO 2016.
| Slovenia  | 1–1    | Ucraina          |
| --------- | ------ | ---------------- |
| Cesar 11' | Report | Yarmolenko 90+7' |

Ucraina a câștigat la general cu 3–1 și s-a calificat la EURO 2016.
| Danemarca                        | 2–2    | Suedia               |
| -------------------------------- | ------ | -------------------- |
| Y. Poulsen 81' Vestergaard 90+1' | Report | Ibrahimović 19', 76' |

Suedia a câștigat la general cu 4–3 și s-a calificat la EURO 2016.

## Marcatori
3 goluri
- Zlatan Ibrahimović

2 goluri
- Jonathan Walters
- Andriy Yarmolenko

1 gol
- Edin Džeko
- Nicolai Jørgensen
- Yussuf Poulsen
- Jannik Vestergaard
- László Kleinheisler
- Tamás Priskin
- Markus Henriksen
- Robbie Brady
- Boštjan Cesar
- Emil Forsberg
- Yevhen Seleznyov

1 autogol
- Markus Henriksen (jucând contra Ungariei)

## Disciplină
Un jucător este suspendat automat pentru următorul meci dacă a comis următoarele ofense:
- Primirea unui cartonaș roșu (suspendarea poate fi extinsă pentru injurii mai serioase)
- Primirea a trei cartonașe galbene în trei meciuri diferite, precum și după al cincilea și oricare altul (suspendările sunt valabile și pentru baraj, dar nu și pentru turneul final sau pentru viitoarele meciuri internaționale)

Următorii jucători au fost (sau vor fi) suspendați pentru unul dintre meciurile din preliminarii:
| Națională             | Jucător          | Avertizat | Suspendat                                                       |
| --------------------- | ---------------- | --- | --------------------------------------------------------------- |
| Bosnia și Herțegovina | Muhamed Bešić    | contra Andorrei (6 septembrie 2015) | contra Republicii Irlanda, prima manșă (13 noiembrie 2015)      |
| Ungaria               | Roland Juhász    | contra României (11 octombrie 2014) contra Finlandei (13 iunie 2015) contra Greciei (11 octombrie 2015)                                                                                        | contra Norvegiei, prima manșă (12 noiembrie 2015)               |
| Ungaria               | Zoltán Gera      | contra României (11 octombrie 2014) contra Insulelor Feroe (14 octombrie 2014) contra Finlandei (13 iunie 2015) contra Insulelor Feroe (8 octombrie 2015) contra Norvegiei (12 noiembrie 2015) | contra Norvegiei, manșa secundă (15 noiembrie 2015)             |
| Republica Irlanda     | John O'Shea      | contra Poloniei (11 octombrie 2015) | contra Bosniei și Herțegovinei, prima manșă (13 noiembrie 2015) |
| Republica Irlanda     | Jonathan Walters | contra Georgiei (7 septembrie 2014) contra Gibraltarului (4 septembrie 2015) contra Poloniei (11 octombrie 2015)                                                                               | contra Bosniei și Herțegovinei, prima manșă (13 noiembrie 2015) |
| Ucraina               | Oleksandr Kucher | contra Belarusului (9 octombrie 2014) contra Spaniei (27 martie 2015) contra Spaniei (12 octombrie 2015)                                                                                       | contra Sloveniei, prima manșă (14 noiembrie 2015)               |
| Ucraina               | Taras Stepanenko | contra Slovaciei (8 septembrie 2014) contra Slovaciei (8 septembrie 2015) contra Spaniei (12 octombrie 2015)                                                                                   | contra Sloveniei, prima manșă (14 noiembrie 2015)               |